# Valencia (kanton)
Valencia – kanton w prowincji Los Ríos, w Ekwadorze. Stolicą kantonu jest Valencia.